# Германия на «Евровидении-2002»
Германия принимала участие в сорок седьмом выпуске телевизионного конкурса Евровидение-2002, который состоялся 25 мая в Таллине, Эстония. Страну представляла слепая певица Коринна Мэй с песней I Can't Live Without Music, написанной Ральфом Сигелем и Берндом Майнунгером. Ранее Мэй пыталась представить Германию на Евровидение-1999 с балладой Hör den Kindern einfach zu, но была дисквалифицирована по причине выпуска этой песни другим исполнителем до момента национального отбора. По итогам голосования Германия заняла 21-е место из 24, набрав 17 очков. Тем не менее, как страна "большой четвёрки" Германия сумела автоматически пройти квалификацию на участие в конкурсе 2003 года. Поэтому, I Can't Live Without Music стала предшественницей немецкой заявки на Евровидение-2003 Let's Get Happy в исполнении Лу Хоффнер. Конкурс был показан ARD на канале Das Erste с комментариями Питера Урбана. Глашатаем, объявлявшим очки немецких телезрителей, был Аксель Бультхаупт.

## Предыстория
К моменту своего участия в конкурсе 2002 года Германия участвовала 45 раз на Евровидении, начиная с 1956 года как одна из семи оригинальных стран-участниц. Германии также принадлежит рекорд по количеству участий в состязании: страна каждый год, за исключением 1996 года, активно участвовала на Евровидении. За это время страна выигрывала однажды: в 1982 году с песней Ein bißchen Frieden в исполнении Николь. Германия дважды организовывала проведение Евровидения у себя: в 1957 году во Франкфурте-на-Майне и в 1983 году в Мюнхене. В 2001 году страна заняла восьмое место с двуязычной балладой Wer liebe lebt в исполнении певицы Мишель, набрав 66 очков.

## До «Евровидения»

### Countdown Grand Prix Eurovision 2002
Начиная с 1956 года немецкий общефедеральный вещатель ARD отвечает за организацию отбора заявки на Евровидение и дальнейшую трансляцию конкурса. За это время меняющиеся региональные телекомпании внутри ARD использовали как формат национального финала, так и внутреннего отбора. С 1996 года региональный вещатель Norddeutscher Rundfunk (NDR) организовывает национальный финал под названием Countdown Grand Prix, используемым с 1998 года. 8 января 2002 года NDR объявил об организации очередного выпуска Countdown Grand Prix и анонсировал список конкурсантов. Среди них были представительница Люксембурга на Евровидение-1974 и Евровидение-1985 и представительница ФРГ на Евровидение-1978 Айрин Шир, представительница ФРГ на Евровидение-1975 Джой Флеминг, представитель ФРГ на Евровидение-1989 Нино де Анджело и дисквалифицированная победительница Countdown Grand Prix 1999 Коринна Мэй. Немецкая газета Bild в поддержку организации финала организовала свой кастинговый отбор среди 5000 читателей. 4 февраля 2002 года Bild подвела итоги кастинга, победительницей которого стала певица португальского происхождения Исабель Соареш.
Countdown Grand Prix 2002 состоялся 22 февраля на стадионе Остзеехалле в Киле, Шлезвиг-Гольштейн. Ведущим был Аксель Бультхаупт. Пятнадцать песен прозвучало во время финала, а победитель определялся телезрителями путём двух раундов. В первом раунде зрители посредством телефонного голосования выбрали трёх лучших конкурсантов, которые прошли во второй раунд, где из них тем же способом определялся победитель. В поддержку конкурсантов дуэт Modern Talking, представитель Германии на Евровидение-1998 Гильдо Хорн и Исгаард Марке в тандеме с группой Schiller выступили во время антракта. Позже, Исгаард Марке примет участие в немецком национальном финале Countdown Grand Prix в 2003 году.
| Порядковый номер | Исполнитель                            | Название песни             | Голоса | Место |
| ---------------- | -------------------------------------- | -------------------------- | ------ | ----- |
| 1                | Disco Brothers feat. The Weather Girls | Get Up, Stand Up           | —      | 13    |
| 2                | Normal Generation                      | Hold On                    | 12%    | 3     |
| 3                | Нино де Анджело                        | Und wenn du lachst         | —      | 9     |
| 4                | Unity 2                                | You Never Walk Alone       | —      | 15    |
| 5                | Mundstuhl                              | Fleisch                    | —      | 11    |
| 6                | Исабель Соареш                         | Will My Heart Survive?     | —      | 6     |
| 7                | Линда Каррьер                          | Higher Ground              | —      | 12    |
| 8                | SPN-X                                  | Bravo Punk                 | —      | 8     |
| 9                | Зара                                   | To Be or Not to Be         | —      | 14    |
| 10               | Айрин Шир и Бернхард Бринк             | Es ist niemals zu spät     | —      | 7     |
| 11               | The Kelly Family                       | I Wanna Be Loved           | —      | 4     |
| 12               | Tuesdays                               | Du bist mein Weg           | —      | 10    |
| 13               | Коринна Мэй                            | I Can't Live Without Music | 19,5%  | 1     |
| 14               | Натали Шумаков                         | Don't Say Goodbye          | —      | 5     |
| 15               | Джой Флеминг и Jambalaya               | Joy to the World           | 14%    | 2     |

| Порядковый номер | Исполнитель              | Название песни             | Голоса | Место |
| ---------------- | ------------------------ | -------------------------- | ------ | ----- |
| 1                | Normal Generation        | Hold On                    | 26,4%  | 3     |
| 2                | Коринна Мэй              | I Can't Live Without Music | 41,1%  | 1     |
| 3                | Джой Флеминг и Jambalaya | Joy to the World           | 32,5%  | 2     |

## На «Евровидении»
В Таллине Коринна Мэй выступила под номером 18, между Францией и Турцией. По итогам голосования она заняла 21-е место из 24, набрав 17 очков. Тем не менее, как страна "большой четвёрки" Германия сумела автоматически пройти квалификацию на участие в конкурсе 2003 года. 12 очков немецкие телезрители присудили победителю конкурса, Латвии и 0 очков России. Россия присудила Германии 2 очка.

### Голосование
| Очки      | Страна                        |
| --------- | ----------------------------- |
| 12 баллов |                               |
| 10 баллов |                               |
| 8 баллов  |                               |
| 7 баллов  |                               |
| 6 баллов  |                               |
| 5 баллов  |                               |
| 4 балла   | - Мальта                      |
| 3 балла   | - Турция - Швейцария          |
| 2 балла   | - Испания - Россия            |
| 1 балл    | - Австрия - Румыния - Эстония |

| Очки      | Страна         |
| --------- | -------------- |
| 12 баллов | Латвия         |
| 10 баллов | Мальта         |
| 8 баллов  | Великобритания |
| 7 баллов  | Испания        |
| 6 баллов  | Франция        |
| 5 баллов  | Израиль        |
| 4 балла   | Эстония        |
| 3 балла   | Хорватия       |
| 2 балла   | Швейцария      |
| 1 балл    | Румыния        |